# Compactador

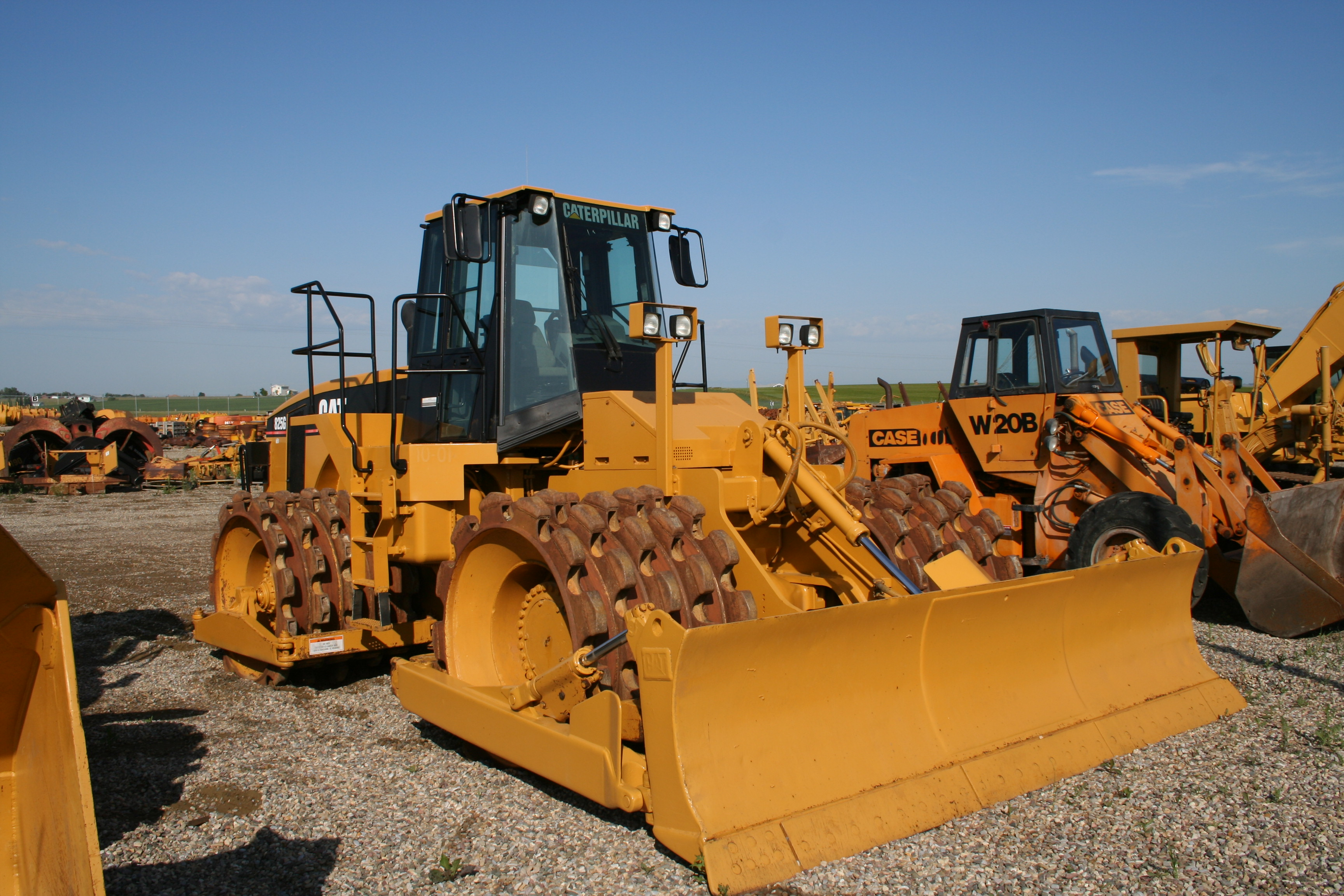
Compactador de suelo

Un compactador es una máquina o mecanismo utilizado para reducir el tamaño de material como material de desecho o biomasa a través de la compactación. Los negocios y lugares públicos como hospitales (también en algunos hogares) suelen utilizar un compactador de basura para reducir el volumen de basura que producen. Un compactador empacadora-encintadora se utiliza a menudo para hacer pacas compactas y encintadas con el fin de mejorar la logística.
Normalmente impulsados por hidráulica, los compactadores toman muchas formas y tamaños. En los vertederos, por ejemplo, se utiliza un tractor grande (por lo general, un cargador frontal convertido con alguna variante de una pala de excavadora adjunta) con ruedas de acero con púas llamado compactador de vertederos para pasar sobre los desechos depositados por los vehículos de recolección de desechos (WCV).
Los propios WCV incorporan un mecanismo de compactación que se utiliza para aumentar la carga útil del vehículo y reducir el número de veces que tiene que vaciarse. Esto generalmente toma la forma de placas deslizantes accionadas hidráulicamente que barren la tolva de recolección y comprimen el material en lo que ya se ha cargado.
Se utilizan diferentes compactadores en el procesamiento de chatarra, siendo el más conocido el triturador de automóviles. Dichos dispositivos pueden ser del tipo "panqueque", en el que un automóvil de desecho se aplana mediante una enorme placa accionada hidráulicamente que desciende, o la prensa de balas, en la que el automóvil se comprime desde varias direcciones hasta que se asemeja a un gran cubo.

## Uso comercial

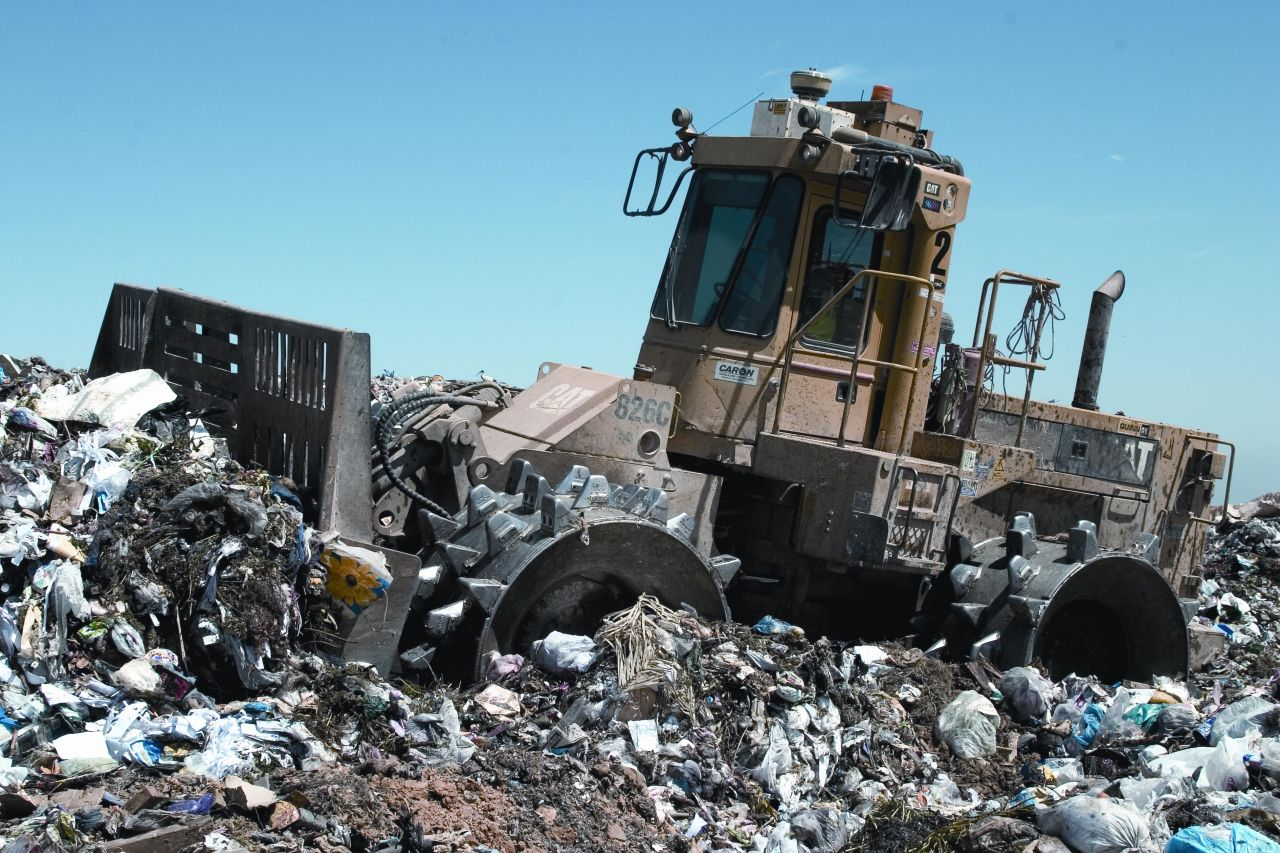
Compactador de vertederos

Muchos comercios minoristas y de servicios, como comida rápida, restaurantes y hoteles, utilizan compactadores para reducir el volumen de residuos no reciclables, así como para frenar las molestias, como los roedores y los olores. En la industria hotelera, la tolerancia a tales molestias es particularmente baja. Estos compactadores suelen tener funcionamiento eléctrico e hidráulico, con bastantes configuraciones de carga. Las configuraciones de carga más populares se incluyen en lo siguiente:
- Ground-access
- Walk-on
- Secured indoor chute

Estos compactadores son casi exclusivamente de construcción de acero soldado por dos razones: durabilidad bajo presión y exposición a los elementos, ya que los compactadores se instalan completamente al aire libre o, a veces, debajo de un andén de carga cubierto.

## Uso agrícola

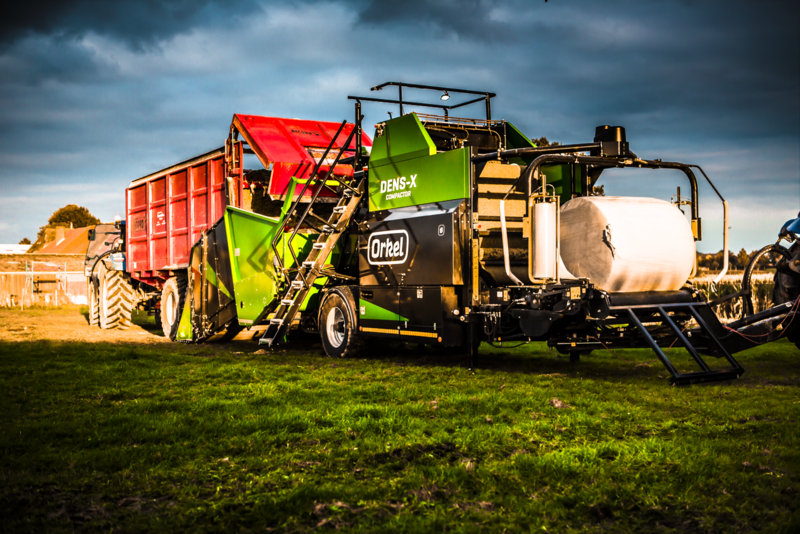
Compactador empacadora-envolvedora agrícola

Como medio para conservar y almacenar el forraje, las empacadoras-envolvedoras compactadoras se utilizan para excluir el oxígeno del forraje y envolverlo en una película hermética. Sin acceso al aire, el forraje se conserva fresco durante más tiempo.

## Uso residencial

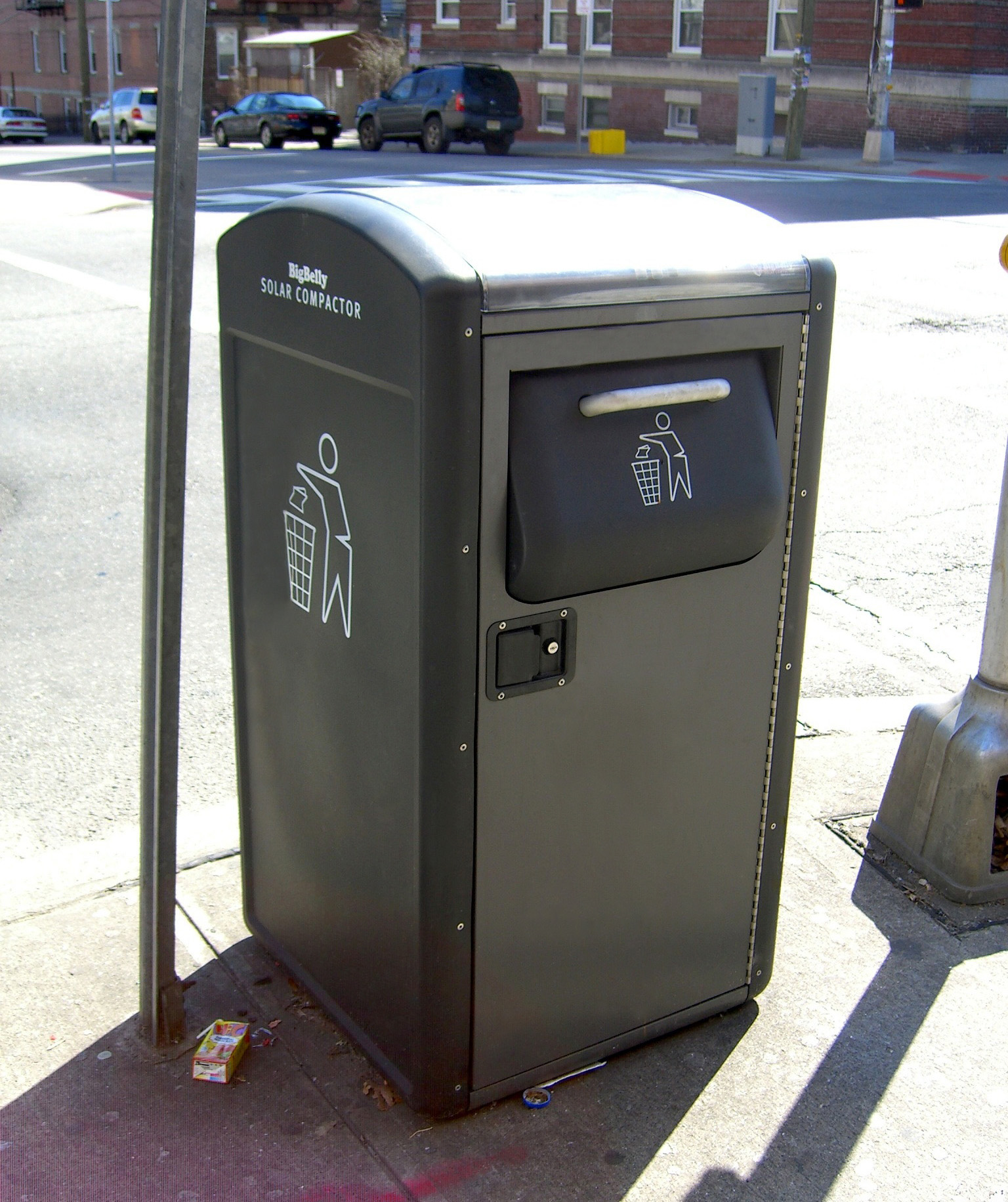
Un compactador de basura solar en una esquina residencial en Jersey City, Nueva Jersey.

En Estados Unidos también existen compactadores de basura, hidráulicos o manuales, diseñados para uso residencial. Asimismo, reducen el volumen de basura. 

## Uso municipal
En los Estados Unidos, además del uso de vehículos de desecho y rellenos sanitarios, existen compactadores de basura que funcionan con energía solar que pueden contener el equivalente a 200 galones de basura antes de que sea necesario vaciarlos.
Los grandes compactadores en los camiones de basura pueden ser peligrosos para los trabajadores y desempeñaron un papel en el Movimiento por los Derechos Civiles de EE. UU. La huelga de saneamiento de Memphis de 1968 tuvo lugar cuando dos trabajadores de saneamiento murieron aplastados en compactadores de basura, después de lo cual 700 de sus 1300 compañeros negros decidieron hacer huelga.

## Reciclaje y energía
Las compactadoras empacadoras-envolvedoras se utilizan para el almacenamiento y transporte eficientes de materiales como RDF (combustible derivado de basura) y residuos de contenedores, así como compost y aserrín, lo que permite mayores tasas de reciclaje.

## Industria de la construcción
En la construcción, hay tres tipos principales de compactadores: la placa, el vibroapisonador y el rodillo compactador. Los compactadores de rodillos se utilizan para compactar roca triturada como capa base debajo de cimientos o losas de hormigón o piedra. El compactador de placa, placa vibratoria o pisón tiene una placa base vibratoria grande y es adecuado para crear una pendiente nivelada, mientras que el compactador de piso tiene un pie más pequeño. El apisonador, o apisonador de zanjas, se utiliza principalmente para compactar el relleno en zanjas estrechas para tuberías de suministro de agua o gas, etc. Los rodillos compactadores también pueden tener rodillos vibratorios.
En placas y rodillos, la vibración es proporcionada por masas excéntricas que giran rápidamente. En placas más pequeñas, la vibración provoca una tendencia a avanzar, mientras que algunas placas más grandes cuentan con un control direccional. En el apisonador el pie está montado sobre un manguito que se desliza verticalmente en la pata. Dentro del manguito, el motor impulsa un pistón hacia arriba y hacia abajo a través de un engranaje reductor, una manivela y una biela. Los resortes helicoidales sustanciales por encima y por debajo del pistón lo conectan al manguito deslizante. La conexión entre el manguito y el pie está en un ángulo pequeño para que todo el apisonador se incline hacia el lado opuesto del operador. Por lo tanto, el movimiento vibratorio está ligeramente fuera de la vertical, y esto le da al apisonador una tendencia a 'caminar' hacia adelante. La articulación deslizante de la pata está protegida por un fuelle flexible.

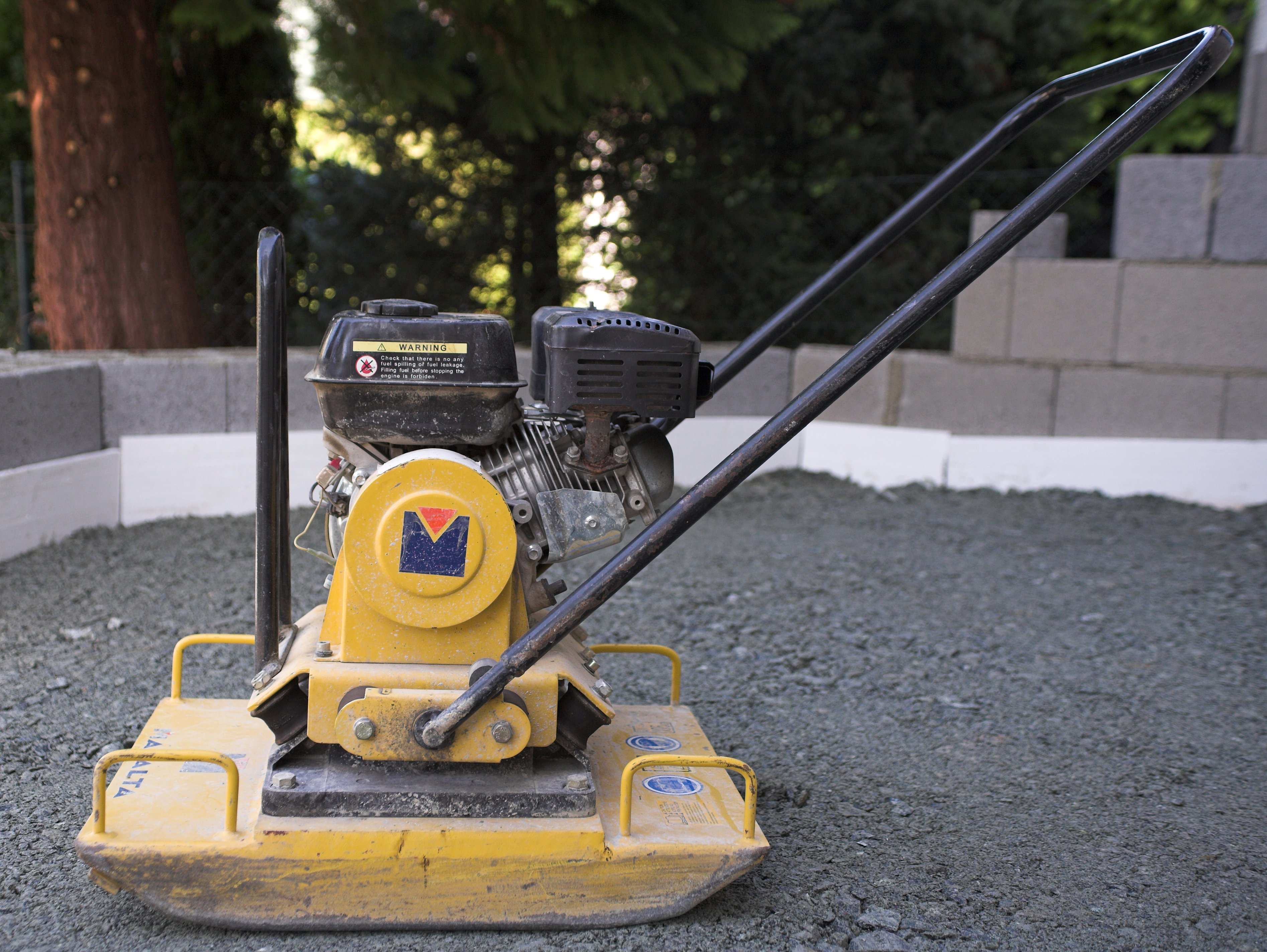
Un pequeño compactador de placa
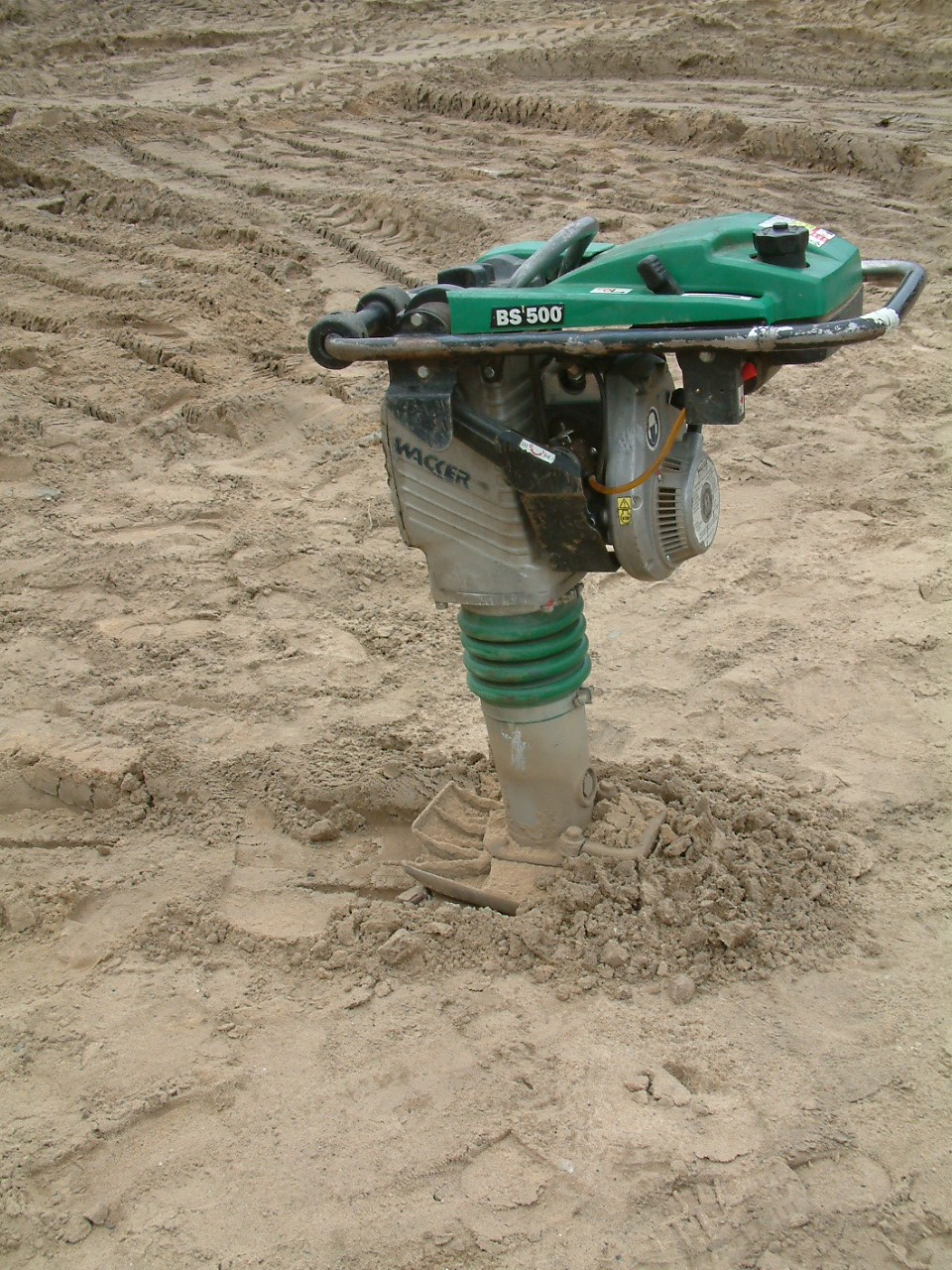
Un apisonador compactador
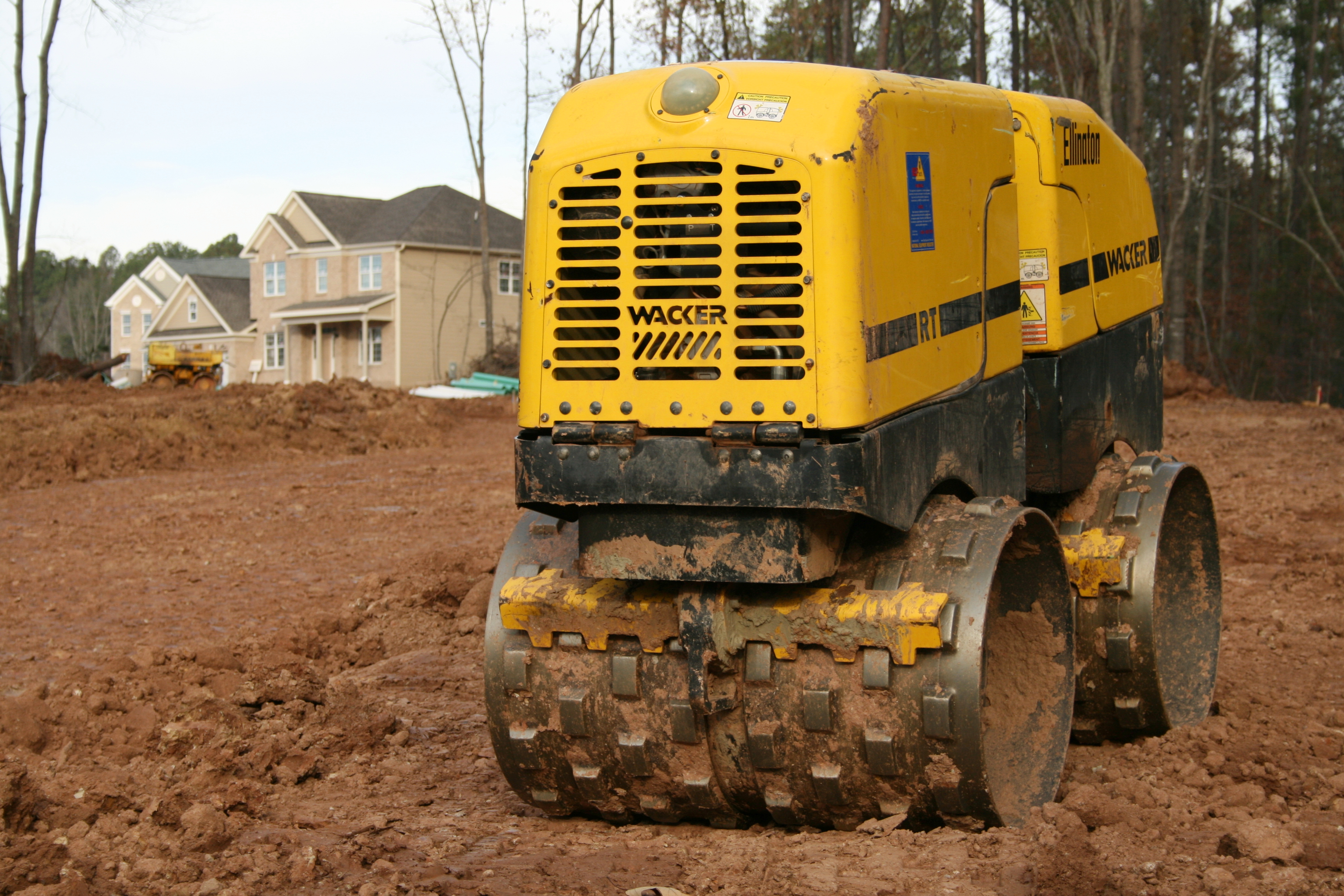
Un rodillo para zanjas operado por control remoto para la seguridad del operador
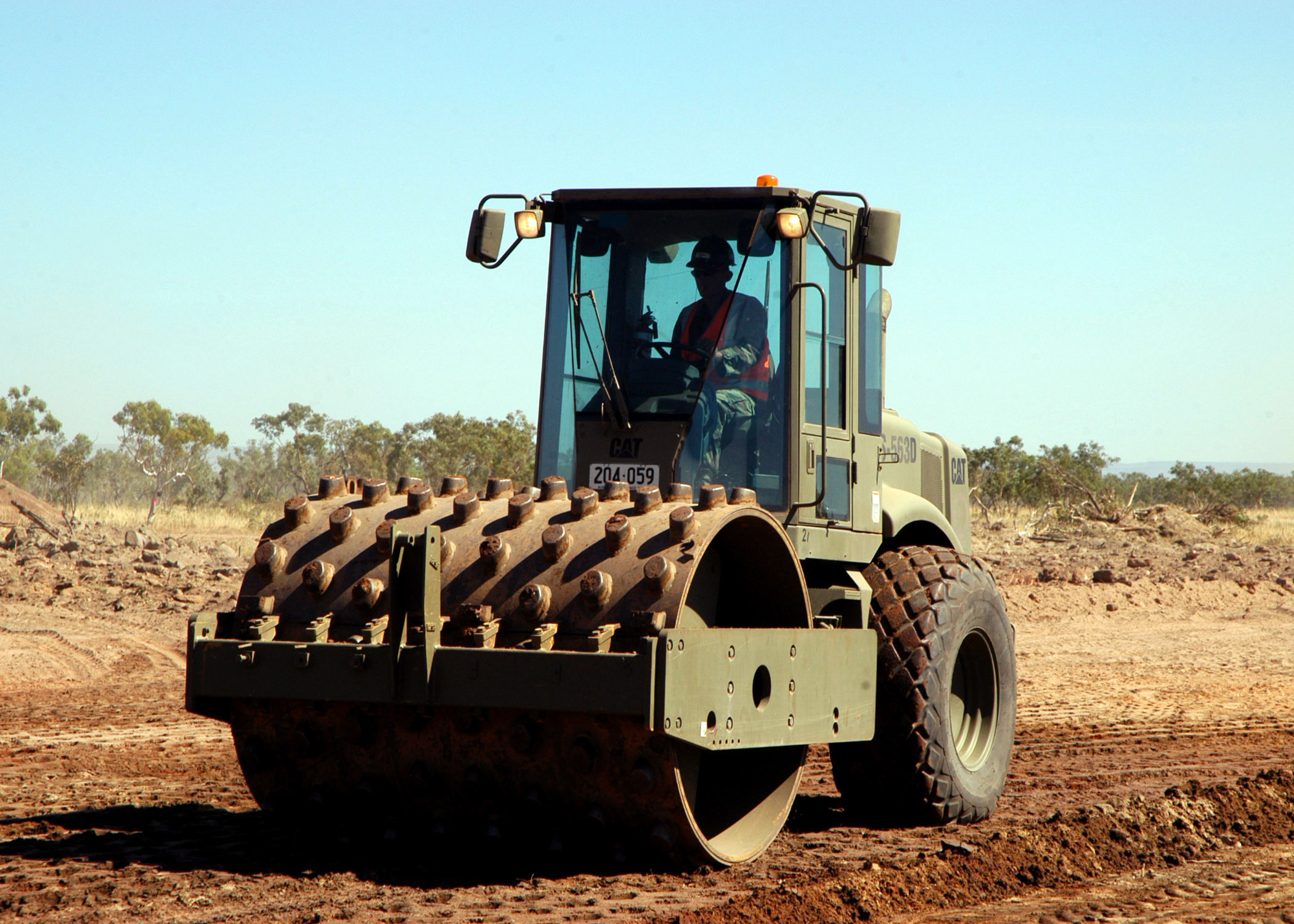
Compactador de rodillos grandes "pie de oveja" para uso en suelo